# I Do Love You
I Do Love You è il primo album di Billy Stewart, pubblicato dalla Chess Records nel 1965 e prodotto da Roquel Davis. Questo disco raccoglie alcuni singoli usciti qualche anno (e mese) prima.

## Tracce
Lato A
1. I Do Love You. – 2:58 (Billy Stewart)
2. Strange Feeling. – 2:20 (Billy Stewart)
3. I'm No Romeo. – 2:45 (Jan Bradley, Ronald Barzyk)
4. Oh My! What Can The Matter Be. – 2:34 (Billy Davis)
5. Fat Boy. – 2:35 (Billy Stewart, Ellas McDaniel)
6. Once Again. – 2:24 (Jimmy Williams, Larry Harrison)

Lato B
1. Sitting In The Park. – 3:15 (Billy Stewart)
2. Sweet Senorita. – 2:35 (Billy Davis, Billy Stewart)
3. Count Me Out. – 2:35 (Carl Smith, Wilfred McKinley)
4. Reap What You Sow. – 2:20 (Billy Stewart)
5. A Fat Boy Can Cry. – 2:43 (Maurice McAlister)
6. Keep Lovin'. – 2:21 (Billy Davis, Carl Smith, Raynard Miner)

## Musicisti
- Billy Stewart - voce, pianoforte

Altri musicisti non indicati.